# All-Star Game da NBA de 2023
O All-Star Game da NBA de 2023 foi um jogo de exibição disputado em 19 de fevereiro de 2023 no 30.º aniversário do primeiro All-Star Game realizado em Salt Lake City em 1993. Foi a 72.ª edição do evento. O jogo foi apresentado pelo Utah Jazz na Vivint Arena e foi televisionado nacionalmente pela TNT pelo 21.º ano consecutivo.
O anúncio da escolha do local foi feito em uma coletiva de imprensa realizada pela NBA e pelo Jazz em 23 de outubro de 2019.
O Time Giannis derrotou o Time LeBron por 184–175. Foi a primeira vitória do Team Giannis no All-Star Game, dando ao Team LeBron sua primeira derrota nesse jogo. Jayson Tatum marcou um recorde do All-Star Game de 55 pontos e foi nomeado o MVP do All-Star Game.

## All-Star Game

### Treinadores
Joe Mazzulla, técnico do Boston Celtics, se classificou como técnico principal do Team Giannis em 30 de janeiro. Michael Malone, técnico do Denver Nuggets, qualificou-se como técnico principal do Team LeBron em 1.º de fevereiro.

### Elencos
Como havia acontecido nos anos anteriores, os jogadores foram selecionadas para o All-Star Game por meio de um processo de votação. Os torcedores podiam votar pelo site da NBA, bem como por meio de sua conta do Google. Os titulares foram escolhidos pelos fãs, mídia e jogadores atuais da NBA. Os fãs representaram 50% dos votos e os jogadores da NBA e a mídia cada um com 25% dos votos. Os jogadores que receberam o maior total de votos cumulativos em cada conferência foram nomeados os titulares e dois jogadores em cada conferência com os votos mais altos foram nomeados capitães de equipe. Os treinadores principais da NBA votaram nos reservas de suas respectivas conferências, nenhuma das quais poderia ser jogador de seu próprio time.
Os titulares do All-Star Game foram anunciados em 26 de janeiro de 2023. Kyrie Irving do Brooklyn Nets (que foi negociado com o Dallas Mavericks em 6 de fevereiro) e Donovan Mitchell do Cleveland Cavaliers foram anunciados como titulares do Leste, ganhando sua oitava e quarta aparições no All-Star, respectivamente. Jayson Tatum do Boston Celtics e Kevin Durant do Brooklyn Nets (que foi negociado com o Phoenix Suns em 8 de fevereiro) foram nomeados os titulares no Leste, ganhando sua quarta e 13.ª aparições, respectivamente. Juntando-se a equipe do Leste estava Giannis Antetokounmpo, do Milwaukee Bucks, sua sétima seleção de estrelas. As negociações de Durant e Irving para os times do Oeste significam que apenas 3 dos 5 titulares do Leste estarão representando os times do Leste na época do ASG.
Além disso, Stephen Curry do Golden State Warriors e Luka Dončić do Dallas Mavericks foram nomeados para o Oeste, ganhando sua nona e quarta aparições, respectivamente. LeBron James, do Los Angeles Lakers, conquistou sua 19.ª participação, empatando com Kareem Abdul-Jabbar como o jogador com mais aparições na história da NBA. Juntando-se a James estavam Zion Williamson do New Orleans Pelicans e Nikola Jokić do Denver Nuggets, conquistando sua segunda e quinta aparições, respectivamente.
Os reservas do All-Star Game foram anunciadas em 2 de fevereiro de 2023. Os reservas do Oeste incluíam Paul George do Los Angeles Clippers, sua oitava seleção; Shai Gilgeous-Alexander do Oklahoma City Thunder, sua primeira seleção; Jaren Jackson Jr. do Memphis Grizzlies, sua primeira seleção; Damian Lillard do Portland Trail Blazers, sua sétima seleção; Lauri Markkanen do Utah Jazz, sua primeira seleção; Ja Morant do Memphis Grizzlies, sua segunda seleção; e Domantas Sabonis do Sacramento Kings, sua terceira seleção.
Os reservas do Leste incluíam Bam Adebayo do Miami Heat, sua segunda seleção; Jaylen Brown do Boston Celtics, sua segunda seleção; DeMar DeRozan do Chicago Bulls, sua sexta seleção; Joel Embiid do Philadelphia 76ers, sua sexta seleção; Tyrese Haliburton do Indiana Pacers, sua primeira seleção; Jrue Holiday do Milwaukee Bucks, sua segunda seleção; e Julius Randle do New York Knicks, sua segunda seleção.

Depois que as lesões foram relatadas por Stephen Curry, Kevin Durant e Zion Williamson, a NBA anunciou que Anthony Edwards do Minnesota Timberwolves, Pascal Siakam do Toronto Raptors e De'Aaron Fox do Sacramento Kings os substituiriam.
| Pos       | Jogador               | Time                  | Nº de seleções |
| Titulares | Titulares             | Titulares             | Titulares      |
| --------- | --------------------- | --------------------- | -------------- |
| G         | Kyrie Irving          | Dallas MavericksNOTE1 | 8              |
| G         | Donovan Mitchell      | Cleveland Cavaliers   | 4              |
| F         | Giannis Antetokounmpo | Milwaukee Bucks       | 7              |
| F         | Kevin DurantINJ2      | Phoenix SunsNOTE2     | 13             |
| F         | Jayson Tatum          | Boston Celtics        | 4              |
| Reservas  |                       |                       |                |
| G         | Jaylen Brown          | Boston Celtics        | 2              |
| G         | DeMar DeRozan         | Chicago Bulls         | 6              |
| G         | Tyrese Haliburton     | Indiana Pacers        | 1              |
| G         | Jrue Holiday          | Milwaukee Bucks       | 2              |
| F         | Julius Randle         | New York Knicks       | 2              |
| C         | Bam Adebayo           | Miami Heat            | 2              |
| C         | Joel EmbiidST1        | Philadelphia 76ers    | 6              |
| F         | Pascal SiakamREP1     | Toronto Raptors       | 2              |

| Pos       | Jogadores               | Time                   | Nº de Seleções |
| Titulares | Titulares               | Titulares              | Titulares      |
| --------- | ----------------------- | ---------------------- | -------------- |
| G         | Stephen CurryINJ1       | Golden State Warriors  | 9              |
| G         | Luka Dončić             | Dallas Mavericks       | 4              |
| C         | Nikola Jokić            | Denver Nuggets         | 5              |
| F         | LeBron James            | Los Angeles Lakers     | 19             |
| F         | Zion WilliamsonINJ3     | New Orleans Pelicans   | 2              |
| Reservas  |                         |                        |                |
| G         | Shai Gilgeous-Alexander | Oklahoma City Thunder  | 1              |
| G         | Damian Lillard          | Portland Trail Blazers | 7              |
| G         | Ja MorantST2            | Memphis Grizzlies      | 2              |
| F         | Paul George             | Los Angeles Clippers   | 8              |
| F         | Jaren Jackson Jr.       | Memphis Grizzlies      | 1              |
| F         | Lauri MarkkanenST3      | Utah Jazz              | 1              |
| C         | Domantas Sabonis        | Sacramento Kings       | 3              |
| G         | Anthony EdwardsREP2     | Minnesota Timberwolves | 1              |
| G         | De'Aaron FoxREP3        | Sacramento Kings       | 1              |

↑INJ1  Stephen Curry não pôde jogar devido a uma lesão na perna.

↑INJ2  Kevin Durant não pôde jogar devido a uma lesão no joelho.

↑INJ3  Zion Williamson não pôde jogar devido a uma lesão no tendão da coxa.

↑REP1  Pascal Siakam foi escolhido como substituto de Kevin Durant.

↑REP2  Anthony Edwards foi escolhido como substituto de Zion Williamson.

↑REP3  De'Aaron Fox foi escolhido como substituto de Stephen Curry.

↑ST1  Joel Embiid foi escolhido para começar no lugar de Kevin Durant.

↑ST2  Ja Morant foi escolhido para começar no lugar de Stephen Curry.

↑ST3  Lauri Markkanen foi escolhido para começar no lugar de Zion Williamson.

↑NOTE1  Depois de ser anunciado como um All-Star da Conferência Leste, Kyrie Irving foi negociado do Brooklyn Nets para o Dallas Mavericks da Conferência Oeste.

↑NOTE2 Depois de ser anunciado como um All-Star da Conferência Leste, Kevin Durant foi negociado do Brooklyn Nets para o Phoenix Suns da Conferência Oeste.

### Draft
O draft do All-Star Game da NBA aconteceu em 19 de fevereiro. Pela primeira vez, o draft do All-Star Game aconteceu logo antes do jogo. LeBron James e Giannis Antetokounmpo foram nomeados capitães, pois ambos receberam o maior número de votos do Leste e do Oeste, respectivamente. Giannis selecionou o primeiro jogador reserva e alternou as escolhas até que cada banco fosse preenchido. James teve a primeira seleção dos titulares, pois teve o maior número de votos no processo de votação. Os primeiros oito jogadores a serem escolhidos serão titulares. Os próximos 14 jogadores (sete de cada conferência) serão escolhidos pelos treinadores da NBA. O comissário da NBA, Adam Silver, selecionará substitutos para qualquer jogador incapaz de participar do All-Star Game, escolhendo um jogador da mesma conferência que o jogador que está sendo substituído. Sua seleção se juntará à equipe que selecionou o jogador substituído. Se um jogador substituído for titular, o técnico desse time escolherá um novo titular de seu elenco de jogadores.
| Escolha | Jogador                 | Time    |
| ------- | ----------------------- | ------- |
| 1       | Damian Lillard          | Giannis |
| 2       | Anthony Edwards         | LeBron  |
| 3       | Jrue Holiday            | Giannis |
| 4       | Jaylen Brown            | LeBron  |
| 5       | Shai Gilgeous-Alexander | Giannis |
| 6       | Paul George             | LeBron  |
| 7       | DeMar DeRozan           | Giannis |
| 8       | Tyrese Haliburton       | LeBron  |
| 9       | Pascal Siakam           | Giannis |
| 10      | Julius Randle           | LeBron  |
| 11      | Bam Adebayo             | Giannis |
| 12      | De'Aaron Fox            | LeBron  |
| 13      | Domantas Sabonis        | Giannis |
| 14      | Jaren Jackson Jr.       | LeBron  |
| 15      | Joel Embiid             | LeBron  |
| 16      | Jayson Tatum            | Giannis |
| 17      | Kyrie Irving            | LeBron  |
| 18      | Ja Morant               | Giannis |
| 19      | Luka Dončić             | LeBron  |
| 20      | Donovan Mitchell        | Giannis |
| 21      | Nikola Jokić            | LeBron  |
| 22      | Lauri Markkanen         | Giannis |

### Escalações
| Pos                                          | Jogador           | Time                   |           |
| Titulares                                    | Titulares         | Titulares              | Titulares |
| -------------------------------------------- | ----------------- | ---------------------- | --------- |
| F                                            | LeBron James      | Los Angeles Lakers     |           |
| F                                            | Nikola Jokić      | Denver Nuggets         |           |
| C                                            | Joel Embiid       | Philadelphia 76ers     |           |
| G                                            | Kyrie Irving      | Dallas Mavericks       |           |
| G                                            | Luka Dončić       | Dallas Mavericks       |           |
| Reservas                                     |                   |                        |           |
| F                                            | Anthony Edwards   | Minnesota Timberwolves |           |
| G                                            | Jaylen Brown      | Boston Celtics         |           |
| F                                            | Paul George       | Los Angeles Clippers   |           |
| G                                            | Tyrese Haliburton | Indiana Pacers         |           |
| F                                            | Julius Randle     | New York Knicks        |           |
| G                                            | De'Aaron Fox      | Sacramento Kings       |           |
| F                                            | Jaren Jackson Jr. | Memphis Grizzlies      |           |
| Treinadores: Michael Malone (Denver Nuggets) |                   |                        |           |

| Pos                                      | Jogador                 | Time                   |         |
| Titular                                  | Titular                 | Titular                | Titular |
| ---------------------------------------- | ----------------------- | ---------------------- | ------- |
| F                                        | Giannis Antetokounmpo   | Milwaukee Bucks        |         |
| F                                        | Lauri Markkanen         | Utah Jazz              |         |
| G                                        | Donovan Mitchell        | Cleveland Cavaliers    |         |
| G                                        | Ja Morant               | Memphis Grizzlies      |         |
| G                                        | Jayson Tatum            | Boston Celtics         |         |
| Reservas                                 |                         |                        |         |
| G                                        | Damian Lillard          | Portland Trail Blazers |         |
| G                                        | Jrue Holiday            | Milwaukee Bucks        |         |
| G                                        | Shai Gilgeous-Alexander | Oklahoma City Thunder  |         |
| G                                        | DeMar DeRozan           | Chicago Bulls          |         |
| F                                        | Pascal Siakam           | Toronto Raptors        |         |
| C                                        | Bam Adebayo             | Miami Heat             |         |
| C                                        | Domantas Sabonis        | Sacramento Kings       |         |
| Treinador: Joe Mazzulla (Boston Celtics) |                         |                        |         |

### Jogo
O All-Star Game de 2023 usou o mesmo formato da edição de 2020; a equipe que marcar mais pontos durante cada um dos primeiros três quartos de 12 minutos receberá um prêmio em dinheiro, que será doado a uma instituição de caridade designada. O quarto período será sem tempo com o primeiro time a atingir ou exceder uma "pontuação alvo" - a pontuação do time líder na pontuação total após três quartos mais 24 - será declarada vencedora. A "pontuação alvo" neste jogo era 182, já que o Time Giannis estava vencendo por 158–141 no final do terceiro quarto.
O Time Giannis derrotou o Time LeBron por 184–175. Foi a primeira vitória do Team Giannis e a primeira derrota do Team LeBron. Também foi a primeira vez na história do All-Star Game que a meta de pontuação foi excedida desde que o formato foi alterado em 2020. Jayson Tatum, que marcou o recorde de 55 pontos, foi nomeado MVP do All-Star Game. Seus 55 pontos ultrapassaram o recorde de Anthony Davis de 52 pontos em 2017. Damian Lillard marcou a cesta da vitória para dar ao Time Giannis sua primeira vitória na história do All-Star Game.
| 19 de Fevereiro de 2023 8:00 pm ET | Recap | Team Giannis 184, Team LeBron 175                                    | Team Giannis 184, Team LeBron 175 | Team Giannis 184, Team LeBron 175                                |  | Vivint Arena, Salt Lake City, Utah Público: 17,886 Árbitros: * #30 John Goble - #29 Mark Lindsay - #38 Michael Smith | TNT, TBS |
| 19 de Fevereiro de 2023 8:00 pm ET | Recap | Placar por quarto: 46–46, 53–46, 59–49, 26–34                        |                                   |                                                                  |  | Vivint Arena, Salt Lake City, Utah Público: 17,886 Árbitros: * #30 John Goble - #29 Mark Lindsay - #38 Michael Smith | TNT, TBS |
| 19 de Fevereiro de 2023 8:00 pm ET | Recap | Pts: Jayson Tatum 55 Rbts: Jayson Tatum 10 Asts: Donovan Mitchell 10 |                                   | Pts: Jaylen Brown 35 Rbts: Jaylen Brown 14 Asts: Kyrie Irving 15 |  | Vivint Arena, Salt Lake City, Utah Público: 17,886 Árbitros: * #30 John Goble - #29 Mark Lindsay - #38 Michael Smith | TNT, TBS |

## All-Star Weekend

### Jogo das celebridades
O Jogo das Celebridades de 2023 apresentado por Ruffles foi disputado em 17 de fevereiro de 2023 no Jon M. Huntsman Center em Salt Lake City, Utah. Os capitães para 2023 foram o dono do Utah Jazz, Ryan Smith, e a lenda da NBA e proprietário minoritário do Jazz, Dwyane Wade.
O jogo terminou com uma tentativa de meia quadra de The Miz, que teria vencido o jogo como uma cesta de quatro pontos; foi, no entanto, anulado porque foi disparado logo após a campainha.
| 17 de Fevereiro de 2023 7:00 pm ET |  | Team Dwyane 81, Team Ryan 78 | Team Dwyane 81, Team Ryan 78 | Team Dwyane 81, Team Ryan 78 |  | Jon M. Huntsman Center, Salt Lake City, Utah | ESPN |

| Jogador                                           | Profissão                                   |
| ------------------------------------------------- | ------------------------------------------- |
| Kane Brown (3)                                    | 5x artista premiado com o AMA               |
| Cordae                                            | rapper                                      |
| Diamond DeShields                                 | Jogadora da WNBA                            |
| Calvin Johnson                                    | Ex-Jogador da NFL                           |
| Marcos Mion                                       | Apresentador                                |
| The Miz                                           | Wrestler professional                       |
| Albert Pujols                                     | Ex-Jogador da MLB                           |
| Everett Osborne                                   | Ator                                        |
| Ozuna                                             | rapper                                      |
| Guillermo Rodriguez                               | Correspondente do Jimmy Kimmel Live! da ABC |
| Sinqua Walls                                      | Ator                                        |
| Capitão honorario: Ryan Smith (Dono do Utah Jazz) |                                             |
| Treinadora: Lisa Leslie (Ex-Jogadora da WNBA)     |                                             |
| Assistante técnico: Fat Joe (rapper e ator)       |                                             |
| Assistante técnico: Alex Bregman (Jogador da MLB) |                                             |

| Jogador                                                                       | Profissão                     |
| ----------------------------------------------------------------------------- | ----------------------------- |
| Nicky Jam                                                                     | Ícone da música latina e ator |
| Jesser                                                                        | criador de conteúdo           |
| Simu Liu                                                                      | Ator                          |
| Hasan Minhaj                                                                  | Comediante                    |
| DK Metcalf                                                                    | Jogador da NFL                |
| Janelle Monáe                                                                 | atriz, cantora, compositora   |
| Arike Ogunbowale                                                              | Jogadora da WNBA              |
| 21 Savage                                                                     | rapper                        |
| Ranveer Singh (2)                                                             | Ator                          |
| Frances Tiafoe                                                                | Jogador de tenis              |
| Alex Toussaint (2)                                                            | Atleta                        |
| Capitão honorario: Dwyane Wade (Dono minoritário do Utah Jazz e lenda do NBA) |                               |
| Treinador: Giannis Antetokounmpo (Jogador da NBA)                             |                               |
| Assistante técnico: Alex Antetokounmpo (NBA player)                           |                               |
| Assistante técnico: Thanasis Antetokounmpo (NBA player)                       |                               |
| Assistante técnico: Lindsey Vonn (esquiador três vezes medalhista olímpico)   |                               |

### Rising Stars
| Pos.                           | Jogador            | Time                 | Ano          |
| ------------------------------ | ------------------ | -------------------- | ------------ |
| G                              | Jose Alvarado      | New Orleans Pelicans | Segundanista |
| F                              | Paolo Banchero     | Orlando Magic        | Novato       |
| F                              | Scottie Barnes     | Toronto Raptors      | Segundanista |
| G                              | Jaden Ivey         | Detroit Pistons      | Novato       |
| G                              | Bennedict Mathurin | Indiana Pacers       | Novato       |
| F                              | Keegan Murray      | Sacramento Kings     | Novato       |
| G                              | Andrew Nembhard    | Indiana Pacers       | Novato       |
| Treinador honorario: Pau Gasol |                    |                      |              |
| Treinador: David Adelman       |                    |                      |              |

| Pos.                             | Jogador          | Time                  | Ano          |
| -------------------------------- | ---------------- | --------------------- | ------------ |
| C                                | Jalen Duren      | Detroit Pistons       | Novato       |
| F                                | Tari Eason       | Houston Rockets       | Novato       |
| G                                | Josh Giddey      | Oklahoma City Thunder | Segundanista |
| G                                | Quentin Grimes   | New York Knicks       | Segundanista |
| F                                | Evan Mobley      | Cleveland Cavaliers   | Segundanista |
| F                                | Jabari Smith Jr. | Houston Rockets       | Novato       |
| F                                | Jeremy Sochan    | San Antonio Spurs     | Novato       |
| G                                | Jalen Williams   | Oklahoma City Thunder | Novato       |
| Treinador honorario: Joakim Noah |                  |                       |              |
| Treinador: Ben Sullivan          |                  |                       |              |

| Pos.                                | Jogador         | Time                 | Ano          |
| ----------------------------------- | --------------- | -------------------- | ------------ |
| G                                   | Ayo Dosunmu     | Chicago Bulls        | Segundanista |
| G                                   | Jalen Green     | Houston Rockets      | Segundanista |
| G                                   | AJ Griffin      | Atlanta Hawks        | Novato       |
| G                                   | Bones Hyland    | Los Angeles Clippers | Segundanista |
| C                                   | Walker Kessler  | Utah Jazz            | Novato       |
| F                                   | Trey Murphy III | New Orleans Pelicans | Segundanista |
| C                                   | Alperen Şengün  | Houston Rockets      | Segundanista |
| F                                   | Franz Wagner    | Orlando Magic        | Segundanista |
| Treinador honorario: Deron Williams |                 |                      |              |
| Treinador: Damon Stoudamire         |                 |                      |              |

| Pos.                             | Jogador            | Time               | Ano          |
| -------------------------------- | ------------------ | ------------------ | ------------ |
| G                                | Sidy Cissoko       | G League Ignite    | Prospecto    |
| G                                | Scoot Henderson    | G League Ignite    | Prospecto    |
| F                                | Mojave King        | G League Ignite    | Prospecto    |
| F                                | Kenneth Lofton Jr. | Memphis Hustle     | Novato       |
| G                                | Mac McClung        | Philadelphia 76ers | Segundanista |
| F                                | Leonard Miller     | G League Ignite    | Prospecto    |
| G                                | Scotty Pippen Jr.  | South Bay Lakers   | Novato       |
| Treinador honorario: Jason Terry |                    |                    |              |
| Treinador: Ryan Saunders         |                    |                    |              |

- Jalen Duren não pôde participar devido a uma lesão e Tari Eason foi escolhido como substituto.
- Jalen Green não pôde participar devido a uma lesão e Ayo Dosunmu foi escolhido como substituto.

|  | Semi | Semi        | Semi        |             |          | Final    | Final | Final |  |
|  |      |             |             |             |          |          |       |       |  |
|  | 1    | Team Pau    | 40          |             |          |          |       |       |  |
|  | 1    | Team Pau    | 40          |             |          |          |       |       |  |
|  | 4    | Team Deron  | 25          |             |          |          |       |       |  |
|  | 4    | Team Deron  | 25          |             | Team Pau | Team Pau | 25    |       |  |
|  |      |             |             |             | Team Pau | Team Pau | 25    |       |  |
|  |      |             | Team Joakim | Team Joakim | 20       |          |       |       |  |
|  | 3    | Team Joakim | Team Joakim | Team Joakim | 20       | 40       |       |       |  |
|  | 3    | Team Joakim |             |             |          |          |       |       |  |
|  | 2    | Team Jason  | 32          |             |          |          |       |       |  |

### Skills Challenge
| Team Rooks | Team Rooks       | Team Rooks       |
| Pos.       | Jogador          | Equipe           |
| ---------- | ---------------- | ---------------- |
| F          | Paolo Banchero   | Orlando Magic    |
| G          | Jaden Ivey       | Detroit Pistons  |
| F          | Jabari Smith Jr. | Foguetes Houston |

| Team Jazz | Team Jazz       | Team Jazz |
| Pos.      | Jogador         | Equipe    |
| --------- | --------------- | --------- |
| G         | Jordan Clarkson | Utah Jazz |
| C         | Walker Kessler  | Utah Jazz |
| G         | Colin Sexton    | Utah Jazz |

| Team Antetokounmpo | Team Antetokounmpo         | Team Antetokounmpo   |
| Pos.               | Jogador                    | Equipe               |
| ------------------ | -------------------------- | -------------------- |
| F                  | Giannis Antetokounmpo INJ3 | Milwaukee Bucks      |
| F                  | Alex Antetokounmpo         | Rebanho de Wisconsin |
| F                  | Thanasis Antetokounmpo     | Milwaukee Bucks      |
| G                  | Jrue Holiday REP3          | Milwaukee Bucks      |

↑INJ3  Giannis Antetokounmpo não pôde jogar devido a uma lesão no pulso.
↑REP3  Jrue Holiday foi escolhido para jogar no lugar de Antetokounmpo.

### Competição de 3 pontos
| Concorrentes | Concorrentes         | Concorrentes           | Concorrentes | Concorrentes | Concorrentes    | Concorrentes       |
| Pos.         | Jogador              | Equipe                 | Altura       | Peso         | Primeira Rodada | Rodada final       |
| ------------ | -------------------- | ---------------------- | ------------ | ------------ | --------------- | ------------------ |
| G            | Damian Lillard       | Portland Trail Blazers | 1,87         | 88,4         | 26              | 26                 |
| G            | Buddy Hield          | Indiana Pacers         | 1,93         | 99,7         | 23              | 25                 |
| G            | Tyrese Haliburton    | Indiana Pacers         | 1,95         | 83,9         | 31              | 17                 |
| F            | Lauri Markkanen      | Utah Jazz              | 2,13         | 108,8        | 20              | Não se classificou |
| F            | Jayson Tatum         | Boston Celtics         | 2,03         | 95,2         | 20              | Não se classificou |
| G            | Tyler Herro          | Miami Heat             | 1,95         | 88,4         | 18              | Não se classificou |
| F            | Júlio Randle REP1    | New York Knicks        | 2,03         | 113,3        | 13              | Não se classificou |
| G            | Kevin Huerter        | Sacramento Kings       | 2,00         | 89,8         | 8               | Não se classificou |
| G            | Anfernée Simons INJ1 | Portland Trail Blazers | 1,90         | 82,1         | Não jogou       | Não jogou          |

↑INJ1  Anfernee Simons não pôde jogar devido a uma lesão no tornozelo.
↑REP1  Julius Randle foi escolhido como substituto de Anfernee Simons.

### Torneio de enterradas
| Concorrentes | Concorrentes       | Concorrentes           | Concorrentes | Concorrentes | Concorrentes     | Concorrentes       |
| Pos.         | Jogador            | Equipe                 | Altura       | Peso         | Primeira Rodada  | Rodada final       |
| ------------ | ------------------ | ---------------------- | ------------ | ------------ | ---------------- | ------------------ |
| G            | Mac McClung        | Philadelphia 76ers     | 1,87         | 83,9         | 99,8 (50+49.8)   | 100 (50+50)        |
| F            | Trey Murphy III    | New Orleans Pelicans   | 2,03         | 93,4         | 96 (46.6+49.4)   | 98 (48.8+49.2)     |
| C            | Jericó Sims REP1   | New York Knicks        | 2,08         | 113,3        | 95,4 (47.6+47.8) | Não se classificou |
| F            | Kenyon Martin Jr.  | Houston Rockets        | 2,00         | 97,9         | 93,2 (46+47.2)   | Não se classificou |
| G            | Shaedon Sharpe WD1 | Portland Trail Blazers | 1,95         | 90,7         | Não jogou        | Não jogou          |

↑WD1  Shaedon Sharpe retirou-se da competição com foco no resto da temporada regular.
↑REP1  Jericho Sims foi escolhido como substituto de Shaedon Sharpe.